# Paraqianlabeo
Genre
Paraqianlabeo est un genre de poissons téléostéens de la famille des Cyprinidae et de l'ordre des Cypriniformes. Le genre Paraqianlabeo est mono-typique, c'est-à-dire qu'il n'est composé que d'une seule espèce, Paraqianlabeo lineatus. Cette espèce se rencontre dans le bassin de la rivière Yangtze dans la province du Guizhou, sud de la Chine. Il est l'espèce type du genre Paraqianlabeo.

## Liste des espèces
Selon FishBase (21 septembre 2015):
- Paraqianlabeo lineatus Zhao, Sullivan, Zhang & Peng, 2014[1]